# Transporter 3
Transporter 3 (fransk Le Transporteur 3) er en fransk actionfilm fra 2008 instrueret af Olivier Megaton. Det er den tredje og sidste film i den oprindelige Transporter-trilogi. Jason Statham og François Berléand spillede deres roller hhv. som Frank Martin og Inspector Tarconi igen. I filmen vender Martin tilbage til Frankrig for at fortsætte sin lyssky forretninger med at levere pakker uden at stille spørgsmål. Transporter 3 indspillede for $112,9 mio. på verdensplan, hvilket gør den til den bedst indtjenene film i serien.

## Medvirkende
- Jason Statham som Frank Martin
- Natalya Rudakova som Valentina Tomilenko
- François Berléand som Inspector Tarconi
- Robert Knepper som Jonas Johnson
- Jeroen Krabbé som Leonid Tomilenko
- Alex Kobold som Leonid's Aide
- Katia Tchenko som Leonids sekretær
- David Atrakchi som Malcom Manville
- Skabelon:Interlanguage link som Flag
- Eriq Ebouaney som Ice
- David Kammenos som Driver Market
- Silvio Simac som Mighty Joe
- Oscar Relier som Thug / Driver
- Timo Dierkes som Otto
- Igor Koumpan som Ukrainsk betjent
- Paul Barrett som Captain
- Elef Zack som Mate
- Michel Neugarten som Assassin Driver – Sergei
- Farid Elquardi som Yuri
- Semmy Schilt som Kæmpen

## Eksterne Henvisninger
- Transporter 3 på Internet Movie Database (engelsk)
- Transporter 3 på Filmdatabasen
- Transporter 3 på Scope
- Transporter 3 på AlloCiné (fransk)
- Transporter 3 på MovieMeter (nederlandsk)
- Transporter 3 på AllMovie (engelsk)
- Transporter 3 hos American Film Institute (engelsk)
- Transporter 3 på Turner Classic Movies (engelsk)
- Transporter 3 på The Movie Database (engelsk)
- Transporter 3 på Rotten Tomatoes (engelsk)